# Pilmuir House
Pilmuir House ist ein Herrenhaus nahe der schottischen Ortschaft East Saltoun in der Council Area East Lothian. 1971 wurde das Gebäude in die schottischen Denkmallisten in der höchsten Kategorie A aufgenommen. William Cairns ließ Pilmuir House im Jahre 1624 errichten. Es gilt als seltenes Beispiel für ein weitgehend unverändert erhaltenes Wohngebäude eines Lairds aus dem 17. Jahrhundert. Als einzige Überarbeitung sind kleinere Umgestaltungen im frühen 18. Jahrhundert zu nennen.

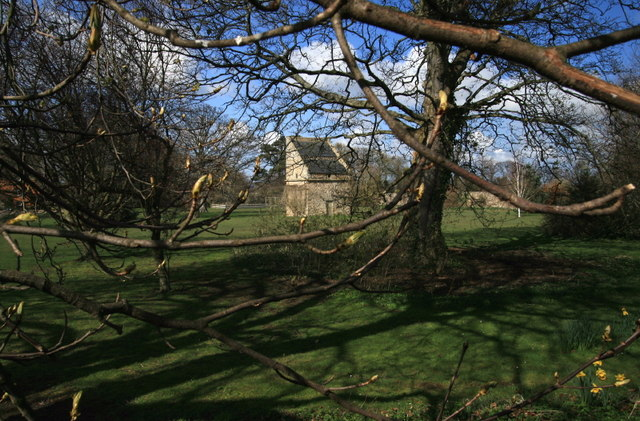
Taubenturm von Pilmuir House

Der zugehörige Taubenturm stammt aus dem Jahre 1624. Im Inneren des länglichen Bruchsteinbaus sind 1000 steinerne Nistkästen installiert.

## Beschreibung
Das zweigeschossige Herrenhaus liegt isoliert rund 1,5 km nordöstlich von East Saltoun. Die nach Norden ausgerichtete Frontseite ist asymmetrisch gestaltet. Mittig tritt der Treppenturm hervor, an dessen Fuß die Eingangstüre mit profilierter Einfassung in das Gebäude führt. Darüber befindet sich eine Wappenplatte mit den Initialen „GH“ und „AH“. Rechts kragt ein Erker aus, während links des Turms ein kleiner Gebäudeteil mit Schleppdach hervortritt. Dort befindet sich der Bediensteteneingang. Die Gebäuderückseite ist drei Achsen breit. In der Mittelachse tritt eine geschwungene Vortreppe mit steinerner Balustrade aus dem 18. Jahrhundert hervor. Die Dächer sind mit grauem Schiefer gedeckt, die Giebel als Staffelgiebel ausgebildet.

## Pilmuir Lodge
Die Pilmuir Lodge liegt direkt nördlich des Haupthauses und ist eigenständig als Denkmal der Kategorie C klassifiziert. Das Gebäude mit T-förmigem Grundriss, schiefergedecktem Satteldach und giebel- als auch firstständigen Kaminen  stammt aus der Mitte des 19. Jahrhunderts. In den Bau wurden möglicherweise Teile eines Vorgängerbauwerks integriert. Die mittige Eingangstor ist mit einem Kämpferfenster ausgestattet. Die Fassaden sind mit Harl verputzt. Die Ecksteine wurden ausgespart.